# شعار البحرين
شعار البحرين تم تصميمة عام 1933  وهو عبارة عن درع أحمر ذو خمسة رؤوس بيضاء تمثل أركان الإسلام الخمسة أعلاه تاج ملكي وهناك معطف بدون خوذة ملون باللونين الأحمر والأبيض.

## تاريخ
أعطت المعاهدة البحرية العامة لعام 1820 البحرين وضع الحماية (وليس كمحمية للمملكة المتحدة ). في عام 1932 ، صمم مستشار الحاكم تشارلز بلغريف شعار نبالة للحاكم عيسى بن علي آل خليفة . كان الإنجاز الأصلي للشعار أحمر اللون مع وجود خط أبيض مكون من ثلاث نقاط تم ترصيعه بتاج قديم من ثماني نقاط ، مع ظهور خمس نقاط.

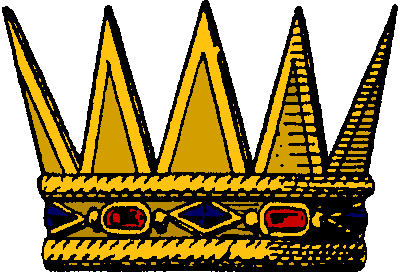
تاج حاكيم البحرين هو تاج قديم من ثماني نقاط ، خمس نقاط مرئية.

بعد انسحاب المملكة المتحدة من البحرين في عام 1971 ، تمت إضافة غطاء أحمر مع بطانة بيضاء إلى شعار النبالة كرمز للسيادة المستقلة التي اكتسبتها الددولة. يتم عرض الوشاح حول الدرع بدون خوذة أو جذع ، بطريقة غير مألوفة لممارسة الشعارات التقليدية . لا يزال شعار النبالة الأميرية يعرض التاج عند استخدامه كأذرع شخصية للأمير ، على الرغم من تعديل التاج لعرض نقاط أصغر بين مساحة كل نقطة. أصبحت الأذرع المعروضة مع عباءة بلا التاج ذراعي السيادة للبحرين.
تم تغيير جهاز الشعار مؤخرًا في عام 2002 ، عندما أعلن حمد بن عيسى آل خليفة الإمارة مملكة . ظل الدرع أحمر ، والآن يضم خمس فجوات لتمثيل الأركان الخمسة للإسلام ، بدلاً من الثلاثة كما كان يُفترض في الأصل عام 1932.
يتطابق تصميم الدرع تقريبًا مع تصميم العلم الوطني ، والفرق الوحيد هو أن التصميم بأكمله مستدير بحيث يظهر رئيس الدرع كرافعة للعلم.